# Clop oșenesc
Clopul oșenesc este purtat de bărbații din zona etnografică Țara Oașului, cu broderii de mărgele și sau pene de păun și straița ornamentată.

În trecut,  bărbații din Țara Oașului purtau pe cap pălării de paie cu boruri mici sau pălării de fetru negru.

## Legături externe
https://www.satumarenews.ro/index.php/cultura-timp-liber/item/1000-costumul-popular-din-judetul-satu-mare-un-document-de-viata-foto